# Westdeutsche Allgemeine Zeitung

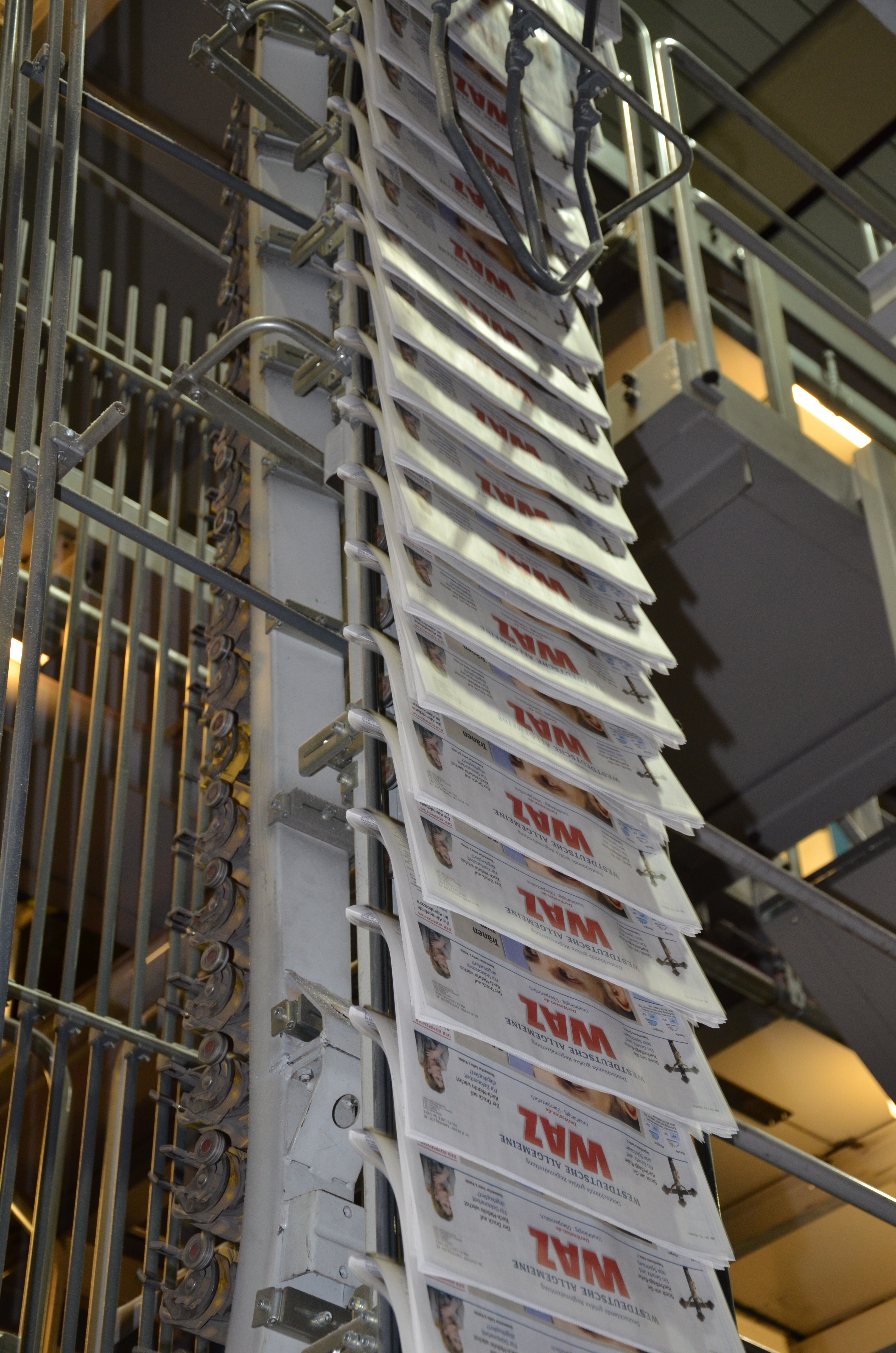
Druck der Westdeutschen Allgemeinen Zeitung im firmeneigenen Druckhaus

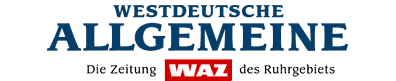
Ehemaliges Logo bis 2009

Ehemaliges Logo bis 2017

Die Westdeutsche Allgemeine Zeitung (WAZ) ist die größte Regionalzeitung Deutschlands. Sie wurde am 3. April 1948 gegründet und hat ihren Sitz in Essen. Die WAZ erscheint mit 16 Lokalausgaben im gesamten Ruhrgebiet. Auflage und Online-Reichweite werden innerhalb der Titel, die in Nordrhein-Westfalen zur Funke Mediengruppe gehören, nicht gesondert ausgewiesen. Einem Medienbericht zufolge lag die gedruckte Auflage im April 2019 bei 275.590 Exemplaren. Mit dem Online-Angebot waz.de wurden 2020 etwa 2,99 Millionen Unique User pro Monat erreicht.
Die Zeitung erscheint im Zeitungsverlag Ruhrgebiet GmbH & Co. Essen KG. Chefredakteur ist seit Juli 2014 Andreas Tyrock. Insgesamt arbeiten etwa 320 Redakteure und Fotografen in unterschiedlichen Beschäftigungsverhältnissen bei der WAZ.

## Geschichte
Nach Ende des Zweiten Weltkriegs erhielt der Journalist Erich Brost von der britischen Besatzungsmacht eine Lizenz zum Aufbau einer unabhängigen Tageszeitung. Gemeinsam mit Jakob Funke gründete er daraufhin die Westdeutsche Allgemeine Zeitung in Bochum. Brost wurde Chefredakteur und Funke übernahm als Verlagsleiter den kaufmännischen Teil. 1953 wurde das Verlagshaus an der Friedrichstraße in Essen eingeweiht, unweit an der Schederhofstraße entstand 1961 ein neues Druckhaus. Parallel wurden im gesamten Ruhrgebiet zahlreiche Lokalredaktionen aufgebaut. in Mülheim sieht sich die WAZ in der Tradition der Mülheimer Zeitung, weshalb die Mülheimer Lokalausgabe bis 2017 zusätzlich den Titel Mülheimer Zeitung führte. Mit der Einführung des neuen Logos wurde der Untertitel Mülheimer Zeitung gestrichen und wird seitdem nicht mehr verwendet.
Aus der Keimzelle WAZ wuchs in den 1970er Jahren die WAZ-Mediengruppe (seit 2013 Funke Mediengruppe), nachdem die WAZ die Mehrheit an den Konkurrenzblättern Westfalenpost, Westfälische Rundschau und Neue Rhein/Ruhr Zeitung übernommen hatten. Die Zeitungen kooperierten daraufhin im kaufmännischen Bereich, blieben redaktionell aber unabhängig.
Nach der Jahrtausendwende geriet die WAZ angesichts des Medienwandels wirtschaftlich unter Druck, so dass mehrere Sparprogramme beschlossen und Redaktionsstandorte aufgegeben wurden. 2013 wurden die letzten Auslandsbüros geschlossen. 2015 wurde die Lokalausgabe Lünen aufgegeben, deren lokale Inhalte bereits zuvor nicht mehr selbst produziert, sondern von den Ruhr Nachrichten zugeliefert worden waren. Auch die redaktionelle Unabhängigkeit der WAZ wurde nach und nach reduziert: So wurde die überregionale Berichterstattung 2015 in eine Funke-Zentralredaktion nach Berlin ausgelagert, für den Sport entstand 2016 ein Funke-weites „Kompetenzzentrum“ mit Sitz in Essen.
Zugleich investierte der Verlag in digitale Inhalte: 2007 ging das Online-Portal DerWesten.de online, das die gesamte redaktionelle Berichterstattung der WAZ-Gruppe in Nordrhein-Westfalen auf einer Plattform bündelte. 2012 wurde diese Strategie aber wieder aufgegeben. Während DerWesten zu einem Boulevard-Auftritt umgewandelt wurde, werden die digitalen Inhalte der WAZ-Redaktionen seitdem wieder auf waz.de veröffentlicht.
2019 zogen die WAZ-Zentralredaktion und die Lokalredaktion Essen in das neue Medienhaus der Funke Mediengruppe um, das frühere Verlagshaus wurde abgerissen.
Im Zuge eines Sparprogramms wurde die Druckerei in Essen 2021 geschlossen, seitdem werden alle WAZ-Ausgaben im Funke-Druckzentrum in Hagen-Bathey produziert.

## Verbreitungsgebiet
Die WAZ erscheint in folgenden Lokalausgaben:
| Lokalausgabe   | Verbreitungsgebiet                                                               | Verkaufte Auflage  | Redaktionsleitung   | Weitere Tageszeitungen am Ort | Bemerkung                                                 |
| -------------- | -------------------------------------------------------------------------------- | ------------------ | ------------------- | ----------------------------- | --------------------------------------------------------- |
| Bochum         | Bochum                                                                           | 35.109             | Karoline Poll       |                               |                                                           |
| Bottrop        | Bottrop                                                                          | 11.245             | Matthias Düngelhoff |                               |                                                           |
| Castrop-Rauxel | Castrop-Rauxel                                                                   | 2.502 (inkl. WR)   |                     | Ruhr Nachrichten              | Lokalteil wird zugeliefert von den Ruhr Nachrichten       |
| Dortmund       | Dortmund                                                                         | 10.030 (inkl. WR)  |                     | Ruhr Nachrichten, WR          | Lokalteil wird zugeliefert von den Ruhr Nachrichten       |
| Duisburg       | Duisburg                                                                         | 30.565 (inkl. NRZ) | Philipp Wahl        | NRZ, Rheinische Post          |                                                           |
| Essen          | Essen                                                                            | 53.732 (inkl. NRZ) | Linda Heinrichkeit  | NRZ                           |                                                           |
| Gelsenkirchen  | Gelsenkirchen                                                                    | 18.854             | Sinan Sat           |                               |                                                           |
| Gladbeck       | Gladbeck                                                                         | 7.001              | Tabea Beissert      |                               |                                                           |
| Hattingen      | Hattingen, Sprockhövel                                                           | 7.274              | Susanne Schild      |                               |                                                           |
| Herne          | Herne                                                                            | 13.206             | Michael Muscheid    |                               |                                                           |
| Moers          | Issum, Kamp-Lintfort, Moers, Neukirchen-Vluyn, Rheurdt                           | 16.168 (inkl. NRZ) | Diego Tenore        | NRZ, Rheinische Post          |                                                           |
| Mülheim        | Mülheim an der Ruhr                                                              | 17.391 (inkl. NRZ) | Mirco Stodollick    | NRZ                           | bis 2017 mit Untertitel Mülheimer Zeitung                 |
| Oberhausen     | Oberhausen                                                                       | 18.411 (inkl. NRZ) | Peter Szymaniak     |                               |                                                           |
| Velbert        | Heiligenhaus, Velbert                                                            | 6.593              | Philipp Nieländer   | Rheinische Post               |                                                           |
| Vest           | Datteln, Haltern am See, Herten, Marl, Oer-Erkenschwick, Recklinghausen, Waltrop | 3.772              |                     | Recklinghäuser Zeitung        | Lokalteil wird zugeliefert von der Recklinghäuser Zeitung |
| Witten         | Witten                                                                           | 10.452             | Jürgen Augstein     |                               |                                                           |

Zum Ende des Jahres 2006 und im Jahr 2014 schloss die WAZ einige Lokalredaktionen im Ruhrgebiet. Da im Gegenzug auch andere Zeitungshäuser, wie das Medienhaus Lensing und die Recklinghäuser Zeitung, Lokalredaktionen in Städten geschlossen haben, wo es WAZ-Redaktionen gibt, kam die Kritik auf, dass sich die Verlage die Erscheinungsgebiete aufteilen würden. Dies würde die Zeitungsvielfalt in den einzelnen Städten erheblich reduzieren. Die WAZ dementierte Gebietsabsprachen. Journalisten der WAZ und der anderen betroffenen Verlage demonstrierten gegen diese Pläne, über diese Demonstrationen wurde jedoch in der WAZ nicht berichtet.
Mit wenigen Ausnahmen besteht das Verbreitungsgebiet der WAZ damit inzwischen aus Einzeitungskreisen. Einzig in den Bereichen Duisburg, Moers und Velbert gibt es zwei unabhängig voneinander arbeitende und unterschiedlichen Verlagen angehörende Lokalredaktionen. Die WAZ konkurriert hier mit der Rheinischen Post.

## Chefredakteure
- 1948–1970: Erich Brost
- 1970–1988: Siegfried Maruhn
- 1988–2000: Ralf Lehmann
- 2000–2005: Uwe Knüpfer
- 2005–2014: Ulrich Reitz
- seit 2014: Andreas Tyrock

Zudem fungiert Anne Krum seit 2020 als Chefredakteurin Digital & Entwicklung von WAZ, WP und WR.

## Auszeichnungen
- BlaueBoje der Volks- und Raiffeisenbanken:[17]
  - 2013: Wirtschaftsredaktion des Content-Desks der Funke Mediengruppe NRW sowie weitere Redakteure der Funke Mediengruppe NRW für die Wirtschaftsmagazine „Karriere, wir kommen“ und „Energieland NRW“
  - 2005: Jasmin Fischer
- Der Goldene Steigbügel der Deutschen Reiterlichen Vereinigung:[18]
  - 2016, 2. Preis Tagespresse: Christoph Winkel für den Artikel „Zurück auf Start“
- Deutscher Lokaljournalistenpreis der Konrad-Adenauer-Stiftung:[19]
  - 2016: Sonderpreis für das crossmediale Volontärsprojekt „Die A 40 - so bunt, so atem(be)raubend und so lebendig wie das Revier“
- Deutscher Medienpreis Entwicklungspolitik des Bundesministeriums für wirtschaftliche Zusammenarbeit und Entwicklung:[20]
  - 1987: Wolfgang Gerrits für die Aktion „Partner für Afrika – Kinderdorf Bottrop in Gambia“
  - 1975: Hans Georg Glaser für die Aktion „WAZ-Leser helfen Obervolta“
- Deutscher Reporter:innenpreis:[21]
  - 2024, Newcomer: Sophie Sommer für den Artikel „Ich spüre noch seine Hände auf mir“
- Deutscher Sozialpreis der Bundesarbeitsgemeinschaft der Freien Wohlfahrtspflege:[22]
  - 1975, 2. Preis Print: Jürgen Thebrath für den Beitrag „Allein packt es keiner - Wie sich ‚schwere Jungs‘ auf die Freiheit vorbereiten“ vom 25. Mai 1974
- Eckensberger-Preis für Nachwuchsjournalisten der Hans und Helga Eckensberger Stiftung und der Braunschweiger Zeitung:[23]
  - 2017, Anerkennungspreis: Anna Ernst, die einer dubiosen Lehrstuhl-Finanzierung an einer Privatuni auf die Spur kam
  - 2017, Anerkennungspreis: Linda Heinrichkeit für eine Reportage über den Ausflug einer Essener Schule mit hohem Migrationsanteil an die niederländische Nordsee
  - 2023, 1. Preis Print: Justus Heinisch für den Artikel „Ich bin dann mal raus“
- Ferag Leser-Blatt-Bindungs-Preis des Verbands Deutscher Lokalzeitungen:[24]
  - 2019 für das Projekt WAZ-Familie
- Hauptsache Biologie der Promega GmbH:[25]
  - 2013: Ulrike Viegener und Prof. Rudolf Wiesner für den Artikel „Warum weniger mehr ist“ vom 23. März 2013
- Journalistenpreis der S-CARD-Service, stellvertretend für die Sparkassen-Finanzgruppe:[26]
  - 2006: Corinna Weiß für den Beitrag „Der goldene Chip macht es möglich“ vom 9. Januar 2006
- Journalistenpreis der Verbraucherzentrale NRW
  - 2023, Lokaljournalismus: Peter Szymaniak und Barbara Hoynacki für eine Artikel-Reihe über den Pflegenotstand in Seniorenheimen
  - 2024, Lokaljournalismus: Ute Schwarzwald und Laura Lindemann für die Beiträge „So geht Nachhaltigkeit: Acht Tipps, eine Familie“ und „Klima geschont, Geld gespart“
- Journalistinnen und Journalisten des Jahres des Medium Magazins:[27]
  - 2012, Newcomer: Daniel Drepper und Niklas Schenck für ihre Recherche zu den Medaillenvorgaben für die Olympiasportler
- lorry des Regionalverbands Ruhr:[28]
  - 2019, Online: Online-Special „www.mehralskohle.de“ einer vierköpfigen Projektgruppe um Linda Heinrichkeit
  - 2017, Online: Anna Katharina Wrobel und Eva Adler für das Projekt „Die A40 - so bunt, atem(be)raubend und lebendig wie das Revier“
  - 2010, Ehrenlorry: Gudrun Norbisrath für ihr Lebenswerk
- Nordrhein-westfälischer Sportjournalistenpreis der Fachhochschule des Mittelstands:[29]
  - 2018, 2. Platz Text: Jens Greinke für den Artikel „Diese Klubs gehören zur Normalität“
- NRW-Hörfunkpreis der Landesanstalt für Medien Nordrhein-Westfalen:[30]
  - 2015, crossmediale Berichterstattung: „Die 5. Strophe“, gemeinsam mit Radio Bochum
- NRW-Pressefoto des Jahres des Landtags Nordrhein-Westfalen:[31]
  - 2019, Sonderpreis Jugend und Demokratie: Kerstin Konoska für ein Foto von Fridays for Future in Essen am 30. August 2019
  - 2024, 3. Preis: Kerstin Konoska für ein Foto der „Demonstration für die Demokratie“ in Essen
- Rückblende – Deutscher Preis für politische Fotografie und Karikatur, gestiftet von der Landesvertretung Rheinland-Pfalz und dem BDZV:[32]
  - 2013, 1. Preis Karikatur: Heiko Sakurai für „Die Schwarze Witwe macht weiter“ vom 21. Oktober 2013
- Theodor-Wolff-Preis des BDZV:[33]
  - 1962: Heinz Keil
  - 1999: Hubert Wolf
- VDS-Nachwuchspreis:[34]
  - 2012, 3. Preis: Daniel Drepper und Niklas Schenck für den Beitrag „Druck zu groß - Zielvereinbarungen“
- Veltins-Lokalsportpreis:[35]
  - 2023, 1. Preis Bild: Markus Weißenfels für das Foto „You’ll never walk alone“
- Wächterpreis der deutschen Tagespresse der Stiftung Freiheit der Presse:[36]
  - 1978, 1. Preis: Rolf-Dieter Krause für die Berichterstattung über die Behandlung eines Grundstückgeschäftes im Zusammenhang mit der Aufstellung eines städtischen Bebauungsplanes
  - 1979, 1. Preis: Klaus Kottenkamp für eine Artikelserie über einen Eigenheim-Bauskandal
  - 1981, 2. Preis: Winfried F. Szodruch für kritische Berichterstattung über Missstände beim Sozialwerk St. Georg,
  - 1991, 1. Preis: Rolf Hartmann für eine Schilderung, wie Bochumer Ratsmitglieder sich bei städtischen Aufträgen und Grundstücksverkäufen gegenseitig begünstigen
  - 2013, 2. Preis: Daniel Drepper und Niklas Schenck für eine Artikelserie über die intransparenten Praktiken bei der finanziellen Förderung des deutschen olympischen Sports
  - 2025, 1. Preis: Sophie Sommer für eine Recherche zu Kinderprostitution in Dortmund[37]

## Kritik
Der Deutsche Presserat hat 1990 wegen eines Verstoßes gegen den Pressekodex eine Rüge gegen die WAZ ausgesprochen. Eine Lokalredaktion verkündete in einer Überschrift eines im Jahr zuvor veröffentlichten Artikels, dass eine Frau ihren Sohn zur Prostitution verkauft habe. Der volle Name der Frau und auch der Kosenamen des Jungen wurden genannt. Zudem wurde ein Foto des Hauses veröffentlicht, in dem die Familie gelebt hatte. Nach einer Beschwerde der Schule des Jungen rügte der Presserat, dass die Persönlichkeitsrechte des Jungen schwer verletzt wurden, obwohl sich die Redaktion zwischenzeitlich für die Art der Berichterstattung entschuldigt hatte.
Für eine „herabwürdigende Darstellung“ sprach der Presserat im Jahr 2025 eine Rüge gegen die WAZ aus. Auf der Website waz.de berichtete die Redaktion über die Vergewaltigung einer Frau und zeigte dabei das verpixelte Bild der Betroffenen, die unbekleidet aus dem Fenster einer Wohnung hing und um Hilfe rief. Der Pressrat sah darin eine unangemessen sensationelle Darstellung. Außerdem sei die Sorgfaltspflicht verletzt worden, da die Redaktion die Tat zunächst als „Sex-Drama“ bezeichnet hatte. Die Formulierung und das Foto wurden im Nachhinein abgeändert.
Im Bezug auf einen Artikel über den Influencer Deven Schuller auf waz.de, bei dem es sich um eine bezahlte Anzeige handelte, wurde die Zeitung durch den „ARD-faktenfinder“ auf die unzureichende Kenntlichmachung als Advertorial hingewiesen.